# Jason Lee
Pour les articles homonymes, voir Jason Lee (homonymie) et Lee.
Jason Lee est un acteur, producteur et skateboarder américain, né le 25 avril 1970 à Orange, en Californie.
Révélé par le cinéaste Kevin Smith durant les années 1990, il se confirme à la télévision dans la comédie Earl durant les années 2000. et de 2007 a 2015 il joue dans la saga Alvin et les Chipmunks.

## Biographie

### Années 1990: débuts et révélation
Bien avant de débuter dans le cinéma, il avait quitté l'école pour se lancer dans une carrière de skateboarder professionnel. Il a été, aux côtés de Mark Gonzales, un des skateurs iconiques de la marque Blind. Il est notamment connu pour avoir adapté le 360 flip, figure initialement de freestyle, au street. Au début des années 1990, il apparaît en skateur dans le clip de 100% de Sonic Youth, réalisé par Spike Jonze et extrait de leur album Dirty.
Sa carrière au cinéma débute en 1993, par un petit rôle dans Mi vida loca d'Allison Anders. C'est réellement à l'âge de 25 ans, avec la comédie générationnelle Les Glandeurs, en 1995, qu'il se fait remarquer. Malgré l'échec critique et commercial du film, il devient l'un des principaux collaborateurs du réalisateur Kevin Smith.
Ce dernier lui confie ainsi des rôles dans ses projets suivants : la comédie dramatique Méprise multiple, la satire Dogma, la comédie Jay et Bob contre-attaquent, la romance Père et Fille, et enfin l'acclamé Clerks 2.
Parallèlement, il touche un plus large public en interprétant des seconds rôles dans des grosses productions : un hacker dans une séquence impressionnante du thriller d'espionnage Ennemi d'État de Tony Scott, en 1998 ; le film fantastique Dreamcatcher, de Lawrence Kasdan, en 2003. Mais aussi dans deux réalisations de 
Cameron Crowe : l'indépendant et culte Presque célèbre, puis la grosse production Vanilla Sky, avec Tom Cruise.
Néanmoins, il est aussi à l'affiche de comédies populaires au succès bien plus mitigé : Beautés empoisonnées, ou le français Cuisine américaine, où il donne la réplique à Eddy Mitchell ; ou encore Big Trouble, de Barry Sonnenfeld.
Alors que sa carrière décline sur grand écran, il parvient à confirmer à la télévision.

### Années 2000-2010: confirmation télévisuelle et productions jeunesse

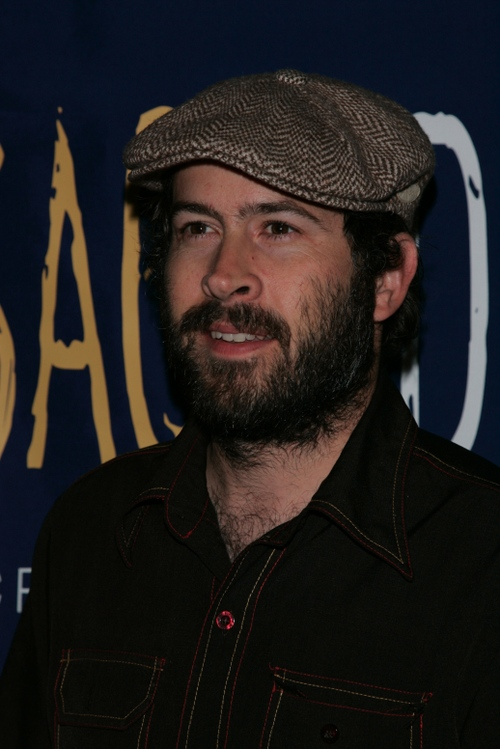
L'acteur au Los Angeles Film Festival, en juin 2006.

En 2005, il acquiert en effet une importante notoriété grâce à la série télévisée My Name is Earl. Il y tient le rôle principal d'Earl J. Hickey, un criminel minable qui décide de faire une liste pour racheter ses erreurs, après avoir gagné 100 000 $ au loto. Malgré un accueil critique et commercial positif, la série s'arrête en 2009, au terme de sa quatrième saison, sans bénéficier d'une conclusion à la série.
En 2010, il retrouve Kevin Smith pour la comédie policière Top Cops avec Bruce Willis, Tracy Morgan et Seann William Scott. Un échec critique et commercial. Il tente également de rebondir vers un registre dramatique à la télévision. La série polar Memphis Beat, dont il joue le héros, ne dépasse pas une saison, diffusée entre 2010 et 2011.
C'est dans des productions destinées à la jeunesse qu'il parvient à connaître un certain succès il s'impose dans le secteur du doublage de plusieurs films d'animation Les Indestructibles, Monster House et Underdog, chien volant non identifié. Il incarne surtout le héros humain de la franchise cinématographique Alvin et les Chipmunks, en 2007. Il apparaît en effet dans la suite Alvin et les Chipmunks 2 en 2009, Alvin et les Chipmunks 3 en 2011, et un quatrième opus en 2015. Malgré des critiques désastreuses, le box-office est positif.

### Vie privée
Jason Lee est également le parrain de la fille de Kevin Smith et Jennifer Schwalbach Smith, Harley Quinn Smith.
Il a été marié avec l'actrice Carmen Llywelyn, de 1995 a 2001.
En 2003, il accueille son premier enfant, un garçon, avec l'actrice Beth Riesgraf.
En juillet 2008, il épouse en secondes noces Ceren Alkac. Le couple a quatre enfants : trois filles (nées en 2008, 2017 et 2019) et un garçon (né en 2012).

## Filmographie

### Acteur

#### Au cinéma
- 1993 : Mi vida loca, d'Allison Anders : un client adolescent
- 1995 : Les Glandeurs (Mallrats), de Kevin Smith : Brodie Bruce
- 1996 : Drawing Flies, de Matthew Gissing et Malcolm Ingram : Donner
- 1997 : Méprise multiple (Chasing Amy), de Kevin Smith : Banky Edwards
- 1997 : A Better Place, de Vincent Pereira : Dennis Pepper
- 1998 : Une fiancée pour deux (Kissing a Fool), de Doug Ellin : Jay Murphy
- 1998 : Cuisine américaine, de Jean-Yves Pitoun : Loren Collins
- 1998 : Ennemi d'État (Enemy of the State), de Tony Scott : Zavitz
- 1999 : Dogma, de Kevin Smith : Azraël
- 1999 : Mumford, de Lawrence Kasdan : Skip Skipperton
- 2000 : Presque célèbre (Almost Famous), de Cameron Crowe : Jeff Bebe
- 2001 : Beautés empoisonnées (Heartbreakers), de David Mirkin : Jack Withrowe
- 2001 : Jay et Bob contre-attaquent (Jay and Silent Bob Strike Back), de Kevin Smith : Brodie Bruce / Banky Edwards
- 2001 : Vanilla Sky, de Cameron Crowe : Brian Shelby
- 2002 : Big Trouble, de Barry Sonnenfeld : Puggy
- 2002 : Harvard à tout prix (Stealing Harvard), de Bruce McCulloch : John Plummer
- 2003 : Ivresse et conséquences (A Guy Thing), de Chris Koch : Paul Morse
- 2003 : Dreamcatcher : L'Attrape-rêves, de Lawrence Kasdan : Joe « Beaver » Clarenden
- 2003 : I Love Your Work, d'Adam Goldberg : Larry Hortense
- 2004 : Père et Fille (Jersey Girl), de Kevin Smith : Chargé des relations publiques 1
- 2005 : The Ballad of Jack and Rose, de Rebecca Miller : Gray
- 2005 : Sexy à mort (Drop Dead Sexy), de Michael Philip : Frank
- 2006 : Clerks 2 (Clerks II), de Kevin Smith : Lance Dowds
- 2007 : Alvin et les Chipmunks (Alvin and the Chipmunks), de Tim Hill : Dave Seville
- 2009 : Alvin et les Chipmunks 2 (Alvin and the Chipmunks: The Squeakuel), de Betty Thomas : Dave Seville
- 2010 : Top Cops (Cop Out), de Kevin Smith : Roy
- 2011 : Alvin et les Chipmunks 3 (Alvin and the Chipmunks: Chipwrecked), de Mike Mitchell : Dave Seville
- 2012 : Columbus Circle de George Gallo : Charles Stanford
- 2014 : Mauvaises Fréquentations de Tim Garrick : Père Krumins
- 2015 : Alvin et les Chipmunks : À fond la caisse (Alvin and the Chipmunks: The Road Chip) de Walt Becker : Dave Seville
- 2019 : Jay et Bob contre-attaquent… encore (ay and Silent Bob Reboot) de Kevin Smith : Bodie Bruce
- 2024 : The 4:30 Movie de Kevin Smith : le père de Brian

#### Courts métrages
- 1991 : Video Days, de Spike Jonze (vidéo)
- 2005 : Jack-Jack Attack, de Brad Bird (vidéo) : Buddy Pine / Syndrome (voix originales)

#### À la télévision
- 1996 : Hiatus, de Kevin Smith (TV)
- 1997 : Weapons of Mass Distraction (en), de Stephen Surjik (TV) : Phillip Messenger
- 1997 : Expériences interdites (Perversions of Science) - Saison 1, épisode 7 : Spaceman #2
- 2004 : Sonic Youth Video Dose, de Lance Bangs (TV)
- 2005 - 2009 : Earl (My Name Is Earl), de Gregory Thomas Garcia : Earl J. Hickey
- 2007 : Yacht Rock, de J.D. Ryznar - Saison 3, épisode 1 : Kevin Bacon
- 2010 : Numbers (série télévisée), Saison 6, épisode 4 : en tant que le producteur Chris McNall
- 2010-2011 : Memphis Beat, de Josh Harto et Liz Garcia - Saison 1 : Dwight Hendricks
- 2010 : Raising Hope - saison 1 épisode 10, saison 2 épisode 22 et saison 3 épisode 19 : Smockey Floyd
- 2015 : Sous le cygne de l'amour - téléfilm
- 2025 : The résidence , Saison 1: Tripp Morgan

#### Doublage
- 2004 : Les Indestructibles (The Incredibles), de Brad Bird : Buddy Pine / Syndrome (voix originales)
- 2006 : American Dad!, de Seth MacFarlane - Saison 1, épisode 17 : Officier Bays (voix originale)
- 2006 : Monster House, de Gil Kenan : Bones (voix originale)
- 2007 : Underdog, chien volant non identifié (Underdog), de Frederik Du Chau : Underdog (Cirage) (voix originale)

### Producteur
- 1996 : Hiatus, de Kevin Smith (TV)
- 2005 - 2009 : Earl (My Name Is Earl), de Gregory Thomas Garcia

### Producteur exécutif
- 2004 : Ginger Snaps : Résurrection, de Brett Sullivan

### Jeux vidéo
- Tony Hawk's Project 8, où il joue son propre rôle
- Il est un personnage jouable du jeu EA SKATE où il représente la marque Alien WorkShop.
- Skate 3, où il joue le rôle de coach Frank

## Voix françaises
En France
- Jérôme Pauwels[4] dans :
  - Mumford
  - Presque célèbre
  - Beautés empoisonnées
  - Alvin et les Chipmunks
  - Alvin et les Chipmunks 2
  - Alvin et les Chipmunks 3
  - Alvin et les Chipmunks : À fond la caisse
- Mark Lesser[4] dans :
  - Les Glandeurs
  - Jay et Bob contre-attaquent… encore
- David Krüger dans :
  - Vanilla Sky
  - Underdog, chien volant non identifié
  - Baby-Sitting Jack-Jack (voix)
- Emmanuel Gradi[4] dans (les séries télévisées) :
  - Earl
  - Raising Hope
- Philippe Valmont[4] dans :
  - Top Cops
  - La Résidence (mini-série)

Et aussi
- Arnaud Bedouët dans Dogma
- Rémi Bichet dans Jay et Bob contre-attaquent
- Guillaume Lebon dans Harvard à tout prix[4]
- Nessym Guetat dans Big Trouble
- Patrick Mancini dans Ivresse et Conséquences[4]
- Axel Kiener dans Dreamcatcher
- Bruno Salomone dans Les Indestructibles (voix)